# Manisanda
Manisanda Khin U (tiếng Miến Điện: မဏိစန္ဒာ ခင်ဦး, phát âm [məni̯sàɴdà kʰɪ̀ɴ ʔú]) là một công chúa người Môn và là hoàng hậu của 3 đời vua nhà Pagan liên tiếp. Người phụ nữ gốc Môn này nổi tiếng trong lịch sử Myanmar vì mối tình tay ba giữa bà với cha con Vua Anawrahta và Kyansittha.
Manisanda là con gái một thủ lĩnh xứ Pegu của người Môn và là thuộc quốc của Myanmar. Khoảng đầu thập niên 1070, cha bà gả bà cho Vua Anawrahta để cảm ơn việc vị vua Miến đã giúp Pegu đẩy lui quân xâm lược từ Chiang Mai. Tướng Kyansittha, con trai của Anawrahta và là người chỉ huy đạo quân Myanmar đến giúp Pegu đã tháp tùng xe của Manisanda về Pagan. Suốt hành trình dài, họ đem lòng yêu nhau. Biết được điều này, Vua Anawrahta đã suýt giết chết Kyansittha, và đuổi ông đi khỏi triều đình. Nàng công chúa người Môn trở thành một trong những hoàng hậu của Anawrahta.
Một thời gian ngắn sau, năm 1077, Anawrahta qua đời. Con ông là Sawlu kế vị và kế tục luôn cả người vợ gốc Môn của cha. Do đất nước có biến loạn, Sawlu phải triệu Kyansittha về chỉ huy quân đội. Nhưng Kyansittha và Manisanda nối lại tình xưa, và Sawlu lại đuổi Kyansittha đi. Năm 1084, Sawlu bị vua mới của Pegu là Yamankan làm phản và giết chết.
Kyansittha đã dẹp được cuộc nổi dậy của Yamakan, và trở thành vua của Myanmar. Lần này, không còn ai ngăn cản được tình yêu giữa ông và Manisanda. Hai người lấy nhau, và Manisanda trở thành hoàng hậu thứ nhất của Kyansittha.